# Хондрос, Крис
Крис Хондрос (англ. Chris Hondros; 14 марта 1970, Нью-Йорк — 20 апреля 2011, Мисурата, Ливия) — американский фотограф, номинированный на Пулитцеровскую премию.
Родился 14 марта 1970 года в Нью-Йорке в семье иммигрантов из Греции и Германии. С 1990-х годов освещал многие вооруженные конфликты в мире, включая Косово, Анголу, Сьерра-Леоне, Афганистан, Кашмир, Западный берег реки Иордан, Ирак и Либерию. Погиб во время битвы за Мисурату 20 апреля 2011 года.

## Награды
2003
- World Press Photo[1]
- Overseas Press Club[2]

2004
- Pulitzer Prize for Breaking News Photography (попал в финал)[3]
- Pictures of the Year International Competition, Missouri School of Journalism (3 место)[4]

2005
- World Press Photo, Amsterdam (2 место)[5]

2006
- Overseas Press Club (Robert Capa Gold Medal)[6]

2008
- National Magazine Awards (номинатор)[7]